# Consubstancialitat
La consubstancialitat o homoousia (del grec antic: ὁμοούσιον, de ὁμός, homós, "igual " i οὐσία, ousía, "ésser" o "essència") és un terme teològic cristià, sobretot utilitzat en el Credo de Nicea per descriure Jesús (Déu Fill) com "igual en ésser" o "igual en essència" amb Déu Pare (ὁμοούσιον τῷ Πατρί). El mateix terme es va aplicar més tard també a l'Esperit Sant per designar-lo com a "igual en essència" amb el Pare i el Fill. Aquestes nocions es van convertir en pedres angulars de la teologia en el cristianisme de Nicea, i també representen un dels conceptes teològics més importants dins de la comprensió doctrinal trinitària de Déu.